# Giganthias serratospinosus
Giganthias serratospinosus là một loài cá biển thuộc chi Giganthias trong họ Cá mú. Loài này được mô tả lần đầu tiên vào năm 2012.

## Từ nguyên
Từ định danh được ghép bởi hai âm tiết trong tiếng Latinh: serratus ("răng cưa") và spina ("gai, ngạnh"), hàm ý đề cập đến chóp có răng cưa ở các gai của vây lưng và vây bụng, là đặc điểm nhận dạng các loài Giganthias.

## Phân bố
G. serratospinosus mới chỉ được phát hiện ở ngoài khơi đảo Lombok (thuộc quần đảo Sunda Nhỏ, Indonesia). Mẫu định danh được thu thập từ chợ cá Tanjung Luar (Đông Lombok), có thể được đánh bắt ở độ sâu hơn 100 m.

## Mô tả
Mẫu định danh của G. serratospinosus có chiều dài chuẩn (standard length) là 23,7 cm (chiều dài tổng là 30,7 cm). Lưng sẫm cam hơn, chuyển dần sang hồng nhạt ở bụng. Gáy và vùng lưng dưới các gai vây lưng phớt vàng. Đầu có nhiều vệt vàng. Vây lưng có màu vàng, màng vây mềm phớt hồng. Vây hậu môn chủ yếu là màu hồng nhạt, gai trắng. Vây ngực màu vàng. Vây bụng trắng nhạt. Vây đuôi hình lưỡi liềm, màu cam hồng, chóp thùy đuôi trên màu vàng.
Số gai ở vây lưng: 9; Số tia vây ở vây lưng: 12; Số gai ở vây hậu môn: 3; Số tia vây ở vây hậu môn: 8; Số gai ở vây bụng: 1; Số tia vây ở vây bụng: 5; Số tia vây ngực: 13–14; Số vảy đường bên: 44.